# Maxine Powell
Maxine Powell, född 30 maj 1915 i Texarkana i Texas, död 14 oktober 2013 i Southfield i Michigan, var skådespelerska, sminkös, fotomodell och initiativtagare till Detroits första svarta modellagentur. Powell är mest känd för att under fem år ha drivit Motowns charmskola. Där undervisade hon bland annat Marvin Gaye och Diana Ross. Powell undervisade i etikett, hur de skulle uppträda samt bete sig med journalister.  Powell berättar att utbildningen syftade till att förbereda artisterna på två saker, en inbjudan från Vita huset och en inbjudan från Buckingham Palace. Utbildningen som Powell gav artisterna som var knutna till Motown var obligatorisk. 

## Uppväxt
Powell växte upp som Maxine Blair i Texarkana, Texas. Hon växte upp med sin släkting som drev en etikettskola. Powell arbetade som manikyrist efter att ha utbildat sig inom dans och skådespeleri.